# ひらのりょう
ひらの りょう（1988年10月2日 - ）は、埼玉県春日部市出身のアニメーション作家、イラストレーター。

## 来歴
1988年埼玉県春日部市生まれ。兄は双子で、埼玉県で活動するメロコアバンド、RIDDLEのボーカルギターのTAKAHIROとベースのSHUNSCALE。
多摩美術大学情報デザイン学科卒業。
クリエイターズ マネージメントFOGHORN所属。
産み出す作品はポップでディープでビザール。文化人類学やフォークロアからサブカルチャーまで、自らの貪欲な触覚の導くままにモチーフを定め作品化を続ける。その発表形態もアニメーション、イラスト、マンガ、紙芝居、VJ，音楽、と多岐に渡り周囲を混乱させるが、その視点は常に身近な生活に根ざしており、ロマンスや人外の者が好物。
2021年、長野県諏訪郡富士見町に移住。

## 主な作品
オリジナル
- 『蟻人間物語』（2008）
- 『深夜動物園』（2008）
- 『一眼国』（2009）
- 『河童の腕』（2009）
- 『ギター』（2009）
- 『ホリデイ』（2011）
- 『世田谷』（2012）
- 『パラダイス』（2014）
- 『ガスー』（2021）

ミュージック・ビデオ
- HIFANA - 『恋愛 / LAN LAN feat. Leyona & 吾妻光良』
- omodaka - 『Hietsuki Bushi』
- OverTheDogs - 『イッツ・ア・スモールワールド』
- 環ROY - 『ワンダフル』（複数クリエイターによる合作のうちの一人）
- 七尾旅人 - 『TELE〇POTION』（ジャケットイラストも担当）

書籍
- 『FANTASTIC WORLD 1』 リイド社、2016年10月20日、ISBN 978-4-8458-4430-2
- 『FANTASTIC WORLD 2』リイド社、2018年9月14日、ISBN 978-4-8458-5197-3

## 出演
- NHK Eテレ「テクネ 映像の教室」（2013年1月2日）